# Jessica Andrews
Pour les articles homonymes, voir Andrews.
Jessica Danielle Andrews (née le 29 décembre 1983 à Huntingdon (Tennessee)) est une chanteuse américaine de country.

## Biographie
Jessica Andrews a pour parents Jessie et Vicki Andrews. Quand elle a sept ans, un os se développe dans sa moelle épinière, une condition qui nécessite une intervention chirurgicale ; elle a une chance sur deux d'être paralysée. Andrews découvre peu après sa passion pour le chant. Andrews prévoit de danser dans le spectacle de talents de son école, mais sa sœur la convainc de chanter I Will Always Love You de Dolly Parton. À 11 ans, elle monte son premier groupe. Après l'envoi d'un enregistrement au producteur Byron Gallimore, Andrews signe avec DreamWorks Records Nashville et travaille sur son premier album. Avant sa sortie, elle est la première partie de Faith Hill lors de sa tournée à l'automne 1998, ainsi que pour Tim McGraw (également produit par Gallimore) pour son concert de la Saint-Sylvestre.

## Carrière
À 15 ans, Andrews sort son premier album, Heart Shaped World. Gallimore, sensible à son âge, la laisse enregistrer 50 chansons avant de choisir les 12 qui figurent sur l'album. Son premier single est I Will Be There for You, qu'Andrews avait enregistré en novembre 1998 pour la bande originale de Nashville du film d'animation DreamWorks Le Prince d'Égypte. La chanson atteint la 28e place du Billboard Hot Country Singles & Tracks. L'album lui-même atteint la 24e place du classement Top Country Album. Le mois suivant, elle donne son premier concert au Grand Ole Opry puis tourne avec Trisha Yearwood. Le 3 mai 2000, Andrews est invitée à chanter son single Unbreakable Heart aux Academy of Country Music Awards, où elle remporte le prix de la meilleure nouvelle chanteuse.
Who I Am est le titre du deuxième album d'Andrews, sorti en 2001. La chanson-titre est le générique de la série Sue Thomas, l'œil du FBI. Le single est 28e du Billboard Hot 100 et du Hot Adult Contemporary Tracks. Andrews est en tournée avec Billy Gilman pour aider à promouvoir son deuxième album et son premier single, puis avec Tim McGraw. Le succès de Who I Am lui vaut une nomination pour le prix Horizon aux Country Music Association Awards, tandis que l'album lui-même reçoit la certification de disque d'or du RIAA pour des ventes de 500 000 exemplaires seulement quatre semaines après sa sortie.
Now, le troisième album, paraît encore chez DreamWorks Nashville. Le premier single There's More to Me Than You a la 20e place du classement des singles country. L'album met davantage l'accent sur les ballades. Aussi en 2003, elle se lie d'amitié et commence à sortir avec le compositeur Marcel, co-auteur de There More to Me Than You. Elle enregistre aussi un duo avec lui intitulé I Won't Hold You Down sur son premier album de 2003 You, Me and the Windshield. Fin 2004, Andrews fait un duo avec Bret Michaels du groupe de rock Poison, intitulé All I Ever Needed pour son album solo Freedom of Sound. Peu de temps après, Andrews commence à travailler sur son quatrième album studio, provisoirement intitulé Ain't That Life. Son premier single The Marrying Kind ne se classe pas, tandis que le deuxième Summer Girl est 46e mi-2005. La division musicale de DreamWorks est liquidée peu de temps après et la production de l'album est abandonnée.
Andrews interprète un duo avec l'artiste pop Richard Marx Wild Horses pour son album de 2008 Sundown. En octobre 2008, Andrews signe avec la filiale de Lyric Street Records, Carolwood Records. Son premier single pour le label, Everything (qu'Andrews coécrit avec Marcel), sort le 23 novembre 2008. La chanson, produite par Jay DeMarcus de Rascal Flatts, est 45e début 2009. L'album est repoussé à une sortie plus tard en 2009, puis en octobre de cette année-là, Carolwood Records ferme, l'album n'est pas produit. De plus, Andrews est le seul artiste de Carolwood à ne pas être transféré à son label parent, Lyric Street.
Le 2 novembre 2010, Geffen Records publie une compilation Icon.
En octobre 2010, Andrews se fiance à l'auteur-compositeur-interprète Marcel Chagnon, ils se marient le 11 novembre 2011. Le 6 février 2018, Andrews donne naissance à un fils nommé Rockwell François Chagnon.

## Discographie
Albums
- 1999 : Heart Shaped World
- 2001 : Who I Am
- 2003 : Now

Singles
- 1999 : I Will Be There for You
- 1999 : You Go First (Do You Wanna Kiss)
- 2000 : Unbreakable Heart
- 2000 : I Do Now
- 2000 : Who I Am
- 2001 : Helplessly, Hopelessly
- 2002 : Karma
- 2002 : There's More to Me Than You
- 2003 : Good Time
- 2005 : The Marrying Kind
- 2005 : Summer Girl
- 2008 : Everything

## Source de la traduction
- (en) Cet article est partiellement ou en totalité issu de l’article de Wikipédia en anglais intitulé « Jessica Andrews » (voir la liste des auteurs).